# 家主
家主是指家庭或家族的領導者。家庭的場合上多稱為家長；如用在家族上，漢語傳統又稱為族長或宗長，日本古代則稱為當主（日语：／ Tōshu）、亦稱為家長（日语：／ Kachō）。

## 概要
大致上有兩種模式，一種是由各房子孫選舉出一位德高望重、輩分較高，並能領導統御全族的人。
另一種則是採世襲制，世代由嫡長子繼承、無嫡長子者則由同父同輩之弟繼承，無同輩者則由次房嫡長子繼承。

## 歷史

### 日本
當主通過父權或親權支配配偶和直系卑屬，而且對其他親族亦有道德上的關係；對其他親族而言，有保護當主的義務，而且違反當主意向的話，當主有權與其斷絕關係（勘當）；還握有與本家的家風和祭祀相關的權限；主導管理家產和經營家業等，不過家産、家業等並不是當主的佔有物，而是屬於其「家」中物。
在鎌倉時代的武家，根據能力而定出當主的情況相當多，家督只能由一人擔任，但是所領等家産需要分配給其他人。不過在鎌倉時代後期開始，家産和家督亦變成由長子單獨繼承，當主的權限亦由長子或嫡子本身所決定，擁有系譜、祭具、墳墓等的繼承權。明治時代以後，武家的家制度得到強化，於是根據日本民法中「戶主」的概念而被法制化，在日本民法的「家制度」之下，家長擁有強大的「戶主權」，亦擁有一家內部強大的權力。
二戰結束後的盟軍佔領時期，在驻日盟军总司令部（General Headquarters，縮寫GHQ）的指導下，修改《民法典》，家制度和戶主被廢止，有「住民票」的「世帶主」相當於家長的角色，權限大幅降低。